# Alberto Demiddi
Alberto Demiddi, argentinski veslač, * 11. april 1944, Buenos Aires, † 25. oktober 2000, San Fernando. 
Domiddi je za Argentino nastopil na Poletnih olimpijskih igrah 1964, 1968 in 1972.  
Leta 1964 je v enojcu osvojil četrto mesto, leta 1968 je v isti disciplini osvojil bronasto medaljo, leta 1972 pa srebrno. 